# La Pocatière
La Pocatière é uma cidade localizada na província de Quebec no Canadá.